# Aztreonam
L'aztreonam è il nome del principio attivo indicato specificamente contro molte malattie infettive. È un antibiotico che appartiene al gruppo dei monobattami, che sono una delle quattro classi degli antibiotici beta-lattamici; le altre tre sono: le penicilline, le cefalosporine e i carbapenemi. Il Chromobacterium violaceum è il batterio da cui è stato estratto ma ora è sintetizzato in laboratorio.

## Farmacodinamica
Attraverso il blocco della transpeptidasi, inibisce la sintesi di una componente della parete cellulare batterica determinando un'azione battericida.
Una sua caratteristica peculiare è l'assenza di reazioni allergiche crociate con altri antibiotici beta-lattamici per la presenza del solo anello lattamico non condensato ad altro ciclo con l'unica probabile eccezione con la cefalosporina Ceftazidime a causa della somiglianza chimica. La peculiarità di questo antibiotico è la stabilità alle betalattamasi da Gram- . I batteri più sensibili sono le Enterobacteriaceae, Haemophilus influenzae, Neisserie, Pseudomonas aeruginosa, Burkholderia cepacia e anche altri Pseudomonas patogeni. Il farmaco non è attivo su Gram+ e Gram- anaerobi obbligati; l'aztreonam è inattivato da ESBL plasmidiche.

## Farmacocinetica
L'aztreonam viene somministrato per via endovenosa o intramuscolare, poiché è acido-sensibile, in cui la biodisponibilità è invariata, il farmaco si lega con le proteine sieriche con una quota del 56% e l'eliminazione avviene quasi unicamente per via renale con un riscontro nelle urine del 70% della dose somministrata. Il picco sierico avviene nella seconda ora dopo l'iniezione per poi essere metabolizzate in piccola parte dal fegato (2-6%).
L'aztreonam è rimosso dal circolo ematico sia con emodialisi sia con dialisi peritoneale.

## Indicazioni
Viene utilizzato come terapia contro le infezioni causate da agenti patogeni noti come Neisseria meningitidis, Haemophilus influenzae ed Escherichia coli, salmonelle, shigelle e klebsielle.
Non ha attività nei confronti dei Gram positivi. Il farmaco è raramente prescritto poiché superato da farmaci più efficaci e soggetto a numerose resistenze.

## Dosaggi
Per iniezione endovenosa:
- Infezioni polmonari, 1 g ogni 8 ore
- Infezioni vie urinarie, 0,5-1 g ogni 8-12 ore

Per iniezione intramuscolare:
- Gonorrea, 1 g

## Controindicazioni
Sconsigliato in soggetti con insufficienza renale, da evitare in caso di gravidanza, ipersensibilità nota al farmaco o in casi di allergia alle penicilline. Deve essere usato con prudenza in caso di insufficienza renale o epatica.

## Effetti indesiderati
Fra gli effetti indesiderati si riscontrano: vomito, nausea, diarrea, crampi addominali, ittero, rash cutaneo, astenia, cefalea, angioedema, epatite, dispnea. Può causare la colite pseudomembranosa. Altri effetti collaterali dovuti all'aztreonam sono: ittero ed epatite, aumento degli enzimi epatici, e prolungamento del tempo di protrombina e di tromboplastina parziale.
Inoltre, è incompatibile con gli antibiotici: cefradina, metronidazolo, cefalosporine, penicilline, aminoglucosidi, nafcillina, e vancomicina. L'assunzione di bevande alcoliche a differenza delle cefalosporine non provoca disturbi.